# Carlos Curbelo
Cet article concerne le footballeur. Pour l'homme politique américain, voir Carlos Curbelo (homme politique).
Carlos Curbelo est un footballeur français d'origine uruguayenne, né le 28 avril 1954 à San José de Mayo (Uruguay). Il a joué au poste de libéro à Nancy et Nice.

## Biographie
À quatorze ans et demi, le jeune Carlos Curbelo débute en équipe professionnelle dans son club du Cerro de Montevideo. À 17 ans, il décide de quitter son pays alors en crise. Repéré par Claude Cuny lors d'un voyage en Amérique du Sud, il signe à l'ASNL alors qu'il n'a pas encore dix-huit ans. Ses premiers mois sont difficiles notamment du fait de la barrière de la langue mais aussi d'un football différent.
En 1973, Roger Lemerre quitte l'ASNL et suggère à Claude Cuny de placer Curbelo au poste de libéro. Jusqu'alors milieu offensif ou attaquant, l'Uruguayen se retrouve en position de dernier défenseur. Cela ne l'empêche pas d'aller prêter main-forte à ses attaquants et d'inscrire en moyenne cinq buts par saison. En 1976, Carlos Curbelo obtient la nationalité française et porte même deux fois le maillot des bleus. Malheureusement la FIFA retrouve la trace de quatre sélections avec l'équipe pré-olympique uruguayenne et l'empêche de défendre les couleurs de son pays d'adoption. En 1978, il remporte la Coupe de France avec l'ASNL. En 1980, le solide défenseur uruguayen tire un trait sur l'AS Nancy-Lorraine après avoir joué 243 matchs et marqué 31 buts. Il rejoint alors l'OGC Nice. Après deux saisons en Division 1, il  connait la descente en Division 2 avec les aiglons, puis remonte parmi l'élite en 1985. À la fin de sa carrière de footballeur, il rejoint l'Uruguay son pays natal.
Il est le père de Gaston Curbelo, également footballeur à l'ASNL.

## Palmarès
- International A français en 1976 (2 sélections)

### En club
| - AS Nancy-Lorraine - Division 2 - Champion (1) : 1975 - Coupe de France - Vainqueur (1) : 1978 |  | - OGC Nice - Division 2 - Vice-champion (1) : 1985 |

## Statistiques
| Saison                | Club                  | Championnat           | Championnat | Championnat | Coupe(s) nationale(s) | Coupe(s) nationale(s) | Compétition(s) continentale(s) | Compétition(s) continentale(s) | Compétition(s) continentale(s) | France | France | Total | Total |
| Saison                | Club                  | Division              | M.          | B.          | M.                    | B.                    | Comp.                          | M.                             | B.                             | M.     | B.     | M.    | B.    |
| 1972-1973             | AS Nancy-Lorraine     | Division 1            | 4           | 2           | -                     | -                     | -                              | -                              | -                              | -      | -      | 4     | 2     |
| 1973-1974             | AS Nancy-Lorraine     | Division 1            | 29          | 7           | 3                     | 1                     | -                              | -                              | -                              | -      | -      | 32    | 8     |
| 1974-1975             | AS Nancy-Lorraine     | Division 2            | 32          | 1           | 9                     | 0                     | -                              | -                              | -                              | -      | -      | 41    | 1     |
| 1975-1976             | AS Nancy-Lorraine     | Division 1            | 38          | 6           | 8                     | 0                     | -                              | -                              | -                              | 2      | 0      | 48    | 6     |
| 1976-1977             | AS Nancy-Lorraine     | Division 1            | 37          | 4           | 1                     | 0                     | -                              | -                              | -                              | -      | -      | 38    | 4     |
| 1977-1978             | AS Nancy-Lorraine     | Division 1            | 33          | 5           | 8                     | 1                     | -                              | -                              | -                              | -      | -      | 41    | 6     |
| 1978-1979             | AS Nancy-Lorraine     | Division 1            | 35          | 4           | 4                     | 1                     | C2                             | 4                              | 1                              | -      | -      | 43    | 6     |
| 1979-1980             | AS Nancy-Lorraine     | Division 1            | 35          | 2           | 1                     | 0                     | -                              | -                              | -                              | -      | -      | 36    | 2     |
| Sous-total            | Sous-total            | Sous-total            | 243         | 31          | 34                    | 3                     | -                              | 4                              | 1                              | 2      | 0      | 283   | 35    |
| 1980-1981             | OGC Nice              | Division 1            | 35          | 2           | 1                     | 0                     | -                              | -                              | -                              | -      | -      | 36    | 2     |
| 1981-1982             | OGC Nice              | Division 1            | 35          | 4           | 3                     | 0                     | -                              | -                              | -                              | -      | -      | 38    | 4     |
| 1982-1983             | OGC Nice              | Division 2            | 34          | 6           | -                     | -                     | -                              | -                              | -                              | -      | -      | 34    | 6     |
| 1983-1984             | OGC Nice              | Division 2            | 34          | 6           | 3                     | 0                     | -                              | -                              | -                              | -      | -      | 37    | 6     |
| 1984-1985             | OGC Nice              | Division 2            | 34          | 4           | 5                     | 0                     | -                              | -                              | -                              | -      | -      | 39    | 4     |
| 1985-1986             | OGC Nice              | Division 1            | 31          | 4           | 3                     | 1                     | -                              | -                              | -                              | -      | -      | 34    | 5     |
| 1986-1987             | OGC Nice              | Division 1            | 34          | 0           | 3                     | 0                     | -                              | -                              | -                              | -      | -      | 37    | 0     |
| 1987-1988             | OGC Nice              | Division 1            | 29          | 0           | 3                     | 1                     | -                              | -                              | -                              | -      | -      | 32    | 1     |
| Sous-total            | Sous-total            | Sous-total            | 266         | 26          | 21                    | 2                     | -                              | -                              | -                              | -      | -      | 287   | 28    |
| Total sur la carrière | Total sur la carrière | Total sur la carrière | 509         | 57          | 55                    | 5                     | -                              | 4                              | 1                              | 2      | 0      | 570   | 63    |